# Macedonia del Nord ai XVII Giochi paralimpici estivi
La Macedonia del Nord ha partecipato ai XVII Giochi paralimpici estivi che si sono svolti a Parigi in Francia, dal 28 agosto all'8 settembre 2024, con una delegazione di 1 atleta donna, che ha gareggiato in 1 disciplina.

## Tiro
Fonte:
| Atleta                  | Evento                      | Qualificazione | Qualificazione | Finale          | Finale          |
| Atleta                  | Evento                      | Risultato      | Posizione      | Risultato       | Posizione       |
| ----------------------- | --------------------------- | -------------- | -------------- | --------------- | --------------- |
| Olivera Nakovska-Bikova | Misto P4 – Pistola 50 m SH1 | 526-10x        | 17º            | Non qualificato | Non qualificato |